# باکس (آلاباما)
باکس (به انگلیسی: Bucks) شهرکی در شهرستان موبایل ایالت آلاباما است که مساحت آن ۱٫۱ کیلومترمربع است و در سرشماری سال ۲۰۱۰ میلادی، ۳۲ نفر جمعیت داشته و تراکم جمعیتی آن، ۲۹٫۰۹ در کیلومترمربع بوده است.